# Bristol Open 1982
Il Bristol Open 1982 è stato un torneo di tennis giocato sull'erba. È stata la 3ª edizione del Bristol Open, che fa parte del Volvo Grand Prix 1982. Si è giocato a Bristol in Inghilterra, dal 14 al 19 giugno 1982.

## Campioni

### Singolare
John Alexander ha battuto in finale  Tim Mayotte con il punteggio di 6–3, 6–4

### Doppio
Tim Gullikson /  Tom Gullikson hanno battuto in finale  Mark Edmondson /  Kim Warwick con il punteggio di 6–4, 7–6